# Bonamana (singolo)
Bonamana (미인아?, Miin-aLR; Bellezza) è un brano musicale interpretato dalla boy band sudcoreana Super Junior, contenuto nel quarto album studio del gruppo, Bonamana. Il brano è stato pubblicato il 10 maggio 2010, tre giorni prima dell'uscita nei negozi dell'album. Il brano è stato scritto da Yoo Young-jin e prodotto da Lee Soo-man e lo stesso Yoo Young-jin.
Il video musicale prodotto per Bonamana è stato diretto da Jang Jae-hyuk e filmato a Namyangju, Gyeonggi a fine aprile 2010.

## Versione giapponese
Un singolo dal medesimo titolo è uscito il 18 maggio 2011, contenente la versione giapponese del brano.

### Tracce
CD+DVD AVCK-79017/B
CD
1. 미인(BONAMANA) Japanese Version
2. 미인(BONAMANA) Korean Version
3. 미인(BONAMANA) -Less Vocal-

DVD
1. 미인(BONAMANA) Live Version @Yokohama Arena in JAPAN
2. 미인(BONAMANA) Korean Version Music Video
3. Circle K Sankiss CM shooting Sketch

CD MaxiAVCK-79018
1. 미인(BONAMANA) Japanese Version
2. 미인(BONAMANA) Korean Version
3. 미인(BONAMANA) -Less Vocal-
4. 미인(BONAMANA) Japanese Ver. 자켓 Sketch

## Classifiche
| Classifica (2005) | Posizione massima |
| ----------------- | ----------------- |
| Corea (Gaon)      | 8                 |
| Giappone (Oricon) | 2                 |